# Harry Anselm Clinch
Harry Anselm Clinch (* 27. Oktober 1908 in San Rafael, Kalifornien; † 8. März 2003) war ein US-amerikanischer Geistlicher und römisch-katholischer Bischof von Monterey in California.

## Leben
Harry Anselm Clinch empfing am 6. Juni 1936 das Sakrament der Priesterweihe für das Bistum Monterey-Fresno.
Papst Pius XII. ernannte ihn am 5. Dezember 1956 zum Weihbischof in Monterey-Fresno und Titularbischof von Badiae. Der Bischof von Monterey-Fresno, Aloysius Joseph Willinger CSsR, spendete ihn am 27. Februar des folgenden Jahres die Bischofsweihe; Mitkonsekratoren waren die Weihbischöfe Timothy Manning aus Los Angeles und Merlin Joseph Guilfoyle aus San Francisco.
Clinch nahm an der zweiten bis vierten Sitzungsperiode des Zweiten Vatikanischen Konzils als Konzilsvater teil.
Nach der Ausgründung des Bistums Fresno ernannte ihn Papst Paul VI. am 16. Oktober 1967 zum Bischof von Monterey in California. Papst Johannes Paul II. nahm am 19. Januar 1982 seinen vorzeitigen Rücktritt an.